# Uri Orlev
Uri Orlev (en hebreo: אורי אורלב‎; 24 de febrero de 1931 - 26 de julio de 2022), nacido Jerzy Henryk Orłowski, fue un autor y traductor israelí nacido en Polonia. Recibió el Premio Hans Christian Andersen en 1996 por su "contribución duradera a la literatura infantil", el Premio del Primer Ministro de Obras Literarias Hebreas en 1972 y el Premio Bialik de literatura en 2006.

## Biografía
Uri Orlev (Jerzy Henryk Orłowski) nació en 1931 en Varsovia, Polonia, hijo de padres judíos. Durante la Segunda Guerra Mundial, los rusos tomaron cautivo a su padre -un médico-, que era oficial en el ejército polaco, y Uri vivió con su madre -una química- en el gueto de Varsovia hasta que los nazis la mataron. Un pariente lo escondió a él y a su hermano en el gueto hasta que los alemanes los atraparon junto con una tía y los deportaron al campo de concentración de Bergen-Belsen en 1943. Allí escribió y recitó poesía que luego sería publicada por Yad Vashem en 2005. Sobrevivió al Holocausto y fue liberado por el ejército británico en 1945. Orlev y su hermano llegaron primero a París como huérfanos a través de una organización de ayuda para niños y luego, a principios del otoño de 1945, al Mandato Británico de Palestina, que luego se convirtió en Israel. y fueron alojados en el kibutz Ginegar. A ellos se les unió su padre en 1954. Después de terminar la escuela secundaria en el kibutz, Orlev sirvió en las Fuerzas de Defensa de Israel como soldado de infantería. Al completar su servicio militar regular, Orlev regresó al kibutz y comenzó a trabajar en establos. Continuó sirviendo como reservista y posteriormente luchó en la guerra del Sinaí, la guerra de los Seis Días y la guerra de Yom Kipur.
Mientras vivía y trabajaba en Ginegar, Orlev comenzó a imaginar historias cortas. Por lo general, pasaba los fines de semana viajando hacia y desde Haifa para ver películas allí junto con un kibutznik nacido en Alemania llamado Shlomo. Durante sus viajes en autobús, Orlev le contaba sus historias a Shlomo, quien lo instaba a escribirlas. Después de escribir un borrador, el kibutz le concedió permiso para pasar un año con la familia de Eliyahu Soloveitchik, un hombre que había conocido en Bergen-Belsen y que vivía cerca de Haifa. Mientras estuvo allí, continuó escribiendo su manuscrito, que se convertiría en su libro The Lead Soldiers. Regresó a Ginegar donde reanudó su trabajo en los establos y publicó el libro en 1956.
En 1968, Orlev y su familia se mudaron al barrio Yemin Moshe de Jerusalén. Comenzó a escribir literatura infantil como profesión y terminó publicando más de 30 libros, a menudo biográficos, sobre su infancia durante el Holocausto o sus primeros años en Israel, y desde una perspectiva accesible para los niños. Sus libros han sido traducidos del hebreo a 36 idiomas. Entre sus obras más famosas se encuentran Corre, chico, corre, The Island on Bird Street y The Lead Soldiers.
También fue traductor de literatura polaca al hebreo, como Quo Vadis de Henryk Sienkiewicz, así como obras de Janusz Korczak y Stanislaw Lem.
Orlev apareció en el documental "Life is Strange", donde fue entrevistado sobre sus libros y su vida antes de la Segunda Guerra Mundial.
Orlev se casó dos veces y tuvo dos hijos, una hija y cuatro nietos. Uno de sus hijos, Itamar Orlev, también es escritor y debutó con la novela Bandido en 2015.
Murió el 26 de julio de 2022.

## Premios y crítica
Los premios Hans Christian Andersen son otorgados por la Organización Internacional para el Libro Juvenil, Son el reconocimiento más alto disponible para un escritor o ilustrador de libros para niños. Orlev recibió el premio en 1996. El jurado declaró:

La experiencia de Uri Orlev como niño judío en la Polonia devastada por la guerra es el trasfondo de este destacado escritor para niños. Ya sea que sus historias estén ambientadas en el gueto de Varsovia o en su nuevo país, Israel, nunca pierde la perspectiva del niño que fue. Escribe a un alto nivel literario, con integridad y humor, de una manera que nunca es sentimental, exhibiendo la habilidad de decir mucho en pocas palabras. Uri Orlev muestra cómo los niños pueden sobrevivir sin amargura en tiempos duros y terribles.

En 1972, recibió el Premio del Primer Ministro de Obras Literarias Hebreas. En 2006, recibió el Premio Bialik de literatura (junto con Ruth Almog y Raquel Chalfi ).
En los EE. UU., cuatro libros de Orlev han ganado el premio Batchelder en traducciones al inglés de Hillel Halkin publicados por Houghton Mifflin. El premio anual de la American Library Association reconoce el "libro infantil considerado como el más destacado de los libros publicados originalmente en un idioma extranjero en un país extranjero, y posteriormente traducido al inglés y publicado en los Estados Unidos". Los cuatro títulos estadounidenses fueron The Island on Bird Street, The Man from the Other Side, The Lady with the Hat y Run, Boy, Run, publicados entre 1984 y 2003 por Houghton Mifflin, eventualmente por su sello Walter Lorraine Books.

## Obras publicadas
| Libro                                                           | Título en hebreo          | Año  | Editor           |
| --------------------------------------------------------------- | ------------------------- | ---- | ---------------- |
| Literature                                                      |                           |      |                  |
| Till Tomorrow                                                   | עד מחר                    | 1958 | Am Oved          |
| The Last Summer Vacation                                        | חופשת הקיץ האחרונה        | 1968 | Daga             |
| Libros para niños y jóvenes                                     |                           |      |                  |
| Soldados de plomo                                               | חיילי עופרת               | 1956 | Sifriyat Po'alim |
| El monstruo de la oscuridad                                     | חיית החושך                | 1976 | Am Oved          |
| It's Hard to Be a Lion                                          | קשה להיות אריה            | 1979 | Am Oved          |
| Una isla entre las ruinas                                       | האי ברחוב הציפורים        | 1981 | Keter            |
| The Wings Turn                                                  | תור הכנפיים               | 1981 | Massada          |
| Big Brother                                                     | אח בוגר                   | 1983 | Keter            |
| The Dragon's Crown                                              | כתר הדרקון                | 1986 | Keter            |
| El hombre del otro lado                                         | האיש מן הצד האחר          | 1988 | Keter            |
| The Lady with the Hat                                           | הגברת עם המגבעת           | 1990 | Keter            |
| Lidia, reina de Palestina                                       | לידיה מלכת ארץ ישראל      | 1991 | Keter            |
| A Mouthful of Meatball                                          | קציצה מהצהריים            | 1995 | Keter            |
| Last of Kin                                                     | רחוקי משפחה               | 1996 | Keter            |
| El juego de arena                                               | משחק החול                 | 1996 | Keter            |
| The Wandering Family                                            | המשפחה הנודדת             | 1997 | Keter            |
| The Song of the Whales                                          | שירת הלוויתנים            | 1997 | Keter            |
| Corre, chico, corre                                             | רוץ, ילד, רוץ             | 2001 | Keter            |
| Poems from Bergen-Belsen (1944)                                 | שירים מברגן-בלזן          | 2005 | Yad Vashem       |
| Libros ilustrados                                               |                           |      |                  |
| ¡Quiero ser grande!, ilustrado por Jacky Gleich                 | קטנה-גדולה                | 1977 | Keter            |
| Noon Thoughts                                                   | מחשבות צהריים             | 1978 | Sifriyat Po'alim |
| A Hole in the Head                                              | משגעת פילים               | 1979 | Keter            |
| Siamina, ilustrado por David Gerstein                           | סיאמינה                   | 1979 | Am Oved          |
| The Lion Shirt / A Lion for Michael, ilustrado por Jacky Gleich | חולצת האריה               | 1979 | Massada          |
| The Black Cloud                                                 | הענן השחור                | 1979 | Massada          |
| How Mr. Cork Made the Brain Work                                | מעשה במנוח שהפעיל את המוח | 1979 | Massada          |
| The Good-Luck Pacifier, ilustrado por Jacky Gleich              | מוצץ המזל                 | 1980 | Am Oved          |
| La abuela tejedora, ilustrado por Ora Eytan                     | סבתא סורגת                | 1980 | Massada          |
| Mr. Mayor                                                       | ראש העיר תן לשיר          | 1980 | Massada          |
| How to Be Four                                                  | מסע לגיל ארבע             | 1985 | Am Oved          |
| On the Wrong Side of the Bed                                    | על צד שמאל                | 1985 | Keter            |
| Hairy Tuesday, ilustrado por Jacky Gleich                       | חפיפת ראש                 | 1988 |                  |

## Adaptaciones cinematográficas
- La isla de Bird Street (Una isla entre las ruinas) (1997) de Søren Kragh-Jacobsen[6]
- Corre, chico, corre (2013) de  Pepe Danquart[7]